# Gemmula kieneri
Gemmula kieneri is een slakkensoort uit de familie van de Turridae. De wetenschappelijke naam van de soort is voor het eerst geldig gepubliceerd in 1840 door Doumet.